# کریستیانه اف. – ما بچه‌های ایستگاه باغ‌وحش
کریستیانه اف. – ما بچه‌های ایستگاه باغ‌وحش (آلمانی: Christiane F. – Wir Kinder vom Bahnhof Zoo) یک فیلم درام آلمانی به کارگردانی اولی ادل محصول سال ۱۹۸۱ است. فیلم بر پایهٔ کتابی غیرداستانی به همین نام (که برگرفته از زندگی واقعی کریتسانه اف دختر نوجوان آلمانی بود) ساخته شده و شیوع مواد مخدر را در آلمان غربیِ دهه ۷۰ میلادی به تصویر می‌کشد.
کریستیانه اف. – ما بچه‌های ایستگاه باغ‌وحش از همان آغازِ اکران به فیلمی کالت تبدیل شد و حضور دیوید بویی در قامت آهنگ‌ساز و بازیگر (در نقش خودش)، فروش و محبوبیت فیلم را دوچندان کرد.